# Roc Rodó
El Roc Rodó és una muntanya de 2.513 metres que es troba al municipi d'Alins, a la comarca del Pallars Sobirà.